# 吉本弘次
吉本 弘次（よしもと ひろつぐ、1913年12月24日 - 1990年11月13日）は、日本の実業家で、西日本鉄道社長、会長を務めた。

## 来歴・人物
福岡県築上郡吉富町出身。旧制福岡高等学校文科甲類を経て、1937年に東京帝国大学経済学部を卒業し、同年に西日本鉄道の前身である九州電気軌道に入社した。
経理部長、取締役、常務、専務を経て、1970年から社長に就任した。社長在任中は、1973年に九州で初めて高速バス(福岡～熊本間)を運行する一方で、1975年に路面電車の福岡市内線の主な路線を廃止し（全廃は1979年）、1972年に西鉄ライオンズを太平洋クラブに売却し、経営の合理化を進めた。
1981年から福岡商工会議所会頭を務め、国際交流にも力を入れた。1987年に福岡市との協力で福岡コンベンションビーローを設立し、初代理事長を務めた。1975年に藍綬褒章を受章し、1983年に勲二等旭日重光章を受章した。
1990年11月13日に心不全ために死去。76歳没。

## 略歴
- 1937年（昭和12年）6月 九州電気鉄道軌道会社入社
- 1957年（昭和32年）11月 経理部長
- 1963年（昭和38年） 取締役
- 1965年（昭和40年） 常務取締役
- 1970年（昭和45年） 代表取締役社長